# Bakteriémie
Bakteriémie (též bakteriemie) je přítomnost bakterií v krvi. Objevuje se přechodně i jako součást bakteriálního onemocnění. Masivní bakteriémie se nazývá pyemie.
Bakteriémie je často přechodný a bezpříznakový stav (bez patofyziologických příznaků), kdy v krvi kolují bakterie, ale ne jejich toxiny. Přechodně se objevuje například po poranění nebo extrakci (vytržení) zubu, při vzniku furunklu. Bakterie se zachytí v retikuloendoteliálním systému a tam jsou zničeny.
Bakterie se však mohou zachytit na poškozené tkáni a tam vyvolat zánět. Pokud dojde k silné interakci bakterií s imunitním systémem, může vzniknout systémová zánětlivá odpověď. Krev je normálně sterilním prostředím, proto je zjištění bakterií v krvi vždy abnormální. (Zjištění bakterií v krvi se provádí nejčastěji kultivací.)
Bakterie se mohou do krevního řečiště dostat jako vážná komplikace infekcí (např. pneumonie nebo meningitida), při chirurgickém výkonu (zejména na sliznici, např. v trávicím traktu), prostřednictvím katétru nebo jiného cizího tělesa vsouvaného do tepny a žíly (včetně nitrožilní aplikace drogy).
Bakteriémie má několik důsledků. Imunitní odpověď na bakterie může způsobit sepsi nebo septický šok s poměrně vysokou mortalitou. Bakterie se také mohou krví rozšířit do jiných částí těla (hematogenní šíření) a způsobit infekci mimo původní lokalizaci. Příkladem je endokarditida, osteomyelitida.
Léčí se antibiotiky. Pokud lékaři očekávají výše uvedené komplikace, mohou přikročit k prevenci – k antibiotické profylaxi.